# Bahnstrecke Riesa–Chemnitz
| Strecke                                                                                       |             | von Dresden-Neustadt                               | von Dresden-Neustadt                               |
| Verschwenkung von links · Verschwenkung von rechts (Strecke außer Betrieb)                    | 0,000       | Streckenanfang                                     | Streckenanfang                                     |
| Kilometer-Wechsel · Strecke (außer Betrieb)                                                   | −0,460      | Streckenanfang                                     | Streckenanfang                                     |
| Bahnhof · Strecke (außer Betrieb)                                                             | −0,130      | Riesa                                              | 106 m                                              |
| Strecke · Bahnhof (Strecke außer Betrieb)                                                     | 0,130       | Riesa Chemnitzer Bf (bis 1879)                     | 105 m                                              |
| Strecke · Strecke mit Straßenbrücke (Strecke außer Betrieb)                                   | 0,460       | SÜ Rudolf-Breitscheid-Straße                       | SÜ Rudolf-Breitscheid-Straße                       |
| Abzweig geradeaus, nach rechts und von rechts · Strecke (außer Betrieb)                       |             | nach und von Leipzig Hbf                           | nach und von Leipzig Hbf                           |
| Blockstelle · Strecke (außer Betrieb)                                                         | 0,678       | Bft Riesa Stw 4                                    | 112 m                                              |
| Abzweig geradeaus und nach links · Kreuzung geradeaus unten (Strecke geradeaus außer Betrieb) | 0,950       | Industriestammgleis 1 (ehem. Anst Artilleriedepot) | Industriestammgleis 1 (ehem. Anst Artilleriedepot) |
| Abzweig geradeaus und ehemals nach links · Kreuzung geradeaus unten (Strecken außer Betrieb)  | 0,916 1,060 | nach Nossen                                        | nach Nossen                                        |
| Verschwenkung nach links · Verschwenkung nach rechts (Strecke außer Betrieb)                  | 1,492       |                                                    |                                                    |
| ehemalige Blockstelle                                                                         | 3,030       | Bk Oelsitz                                         | 122 m                                              |
| Haltepunkt / Haltestelle                                                                      | 5,694       | Seerhausen (ehem. Bf)                              | 117 m                                              |
| Brücke                                                                                        | 5,845       | EÜ Bundesstraße 6 (18 m)                           | EÜ Bundesstraße 6 (18 m)                           |
| Brücke über Wasserlauf                                                                        | 7,490       | Jahnabrücke (10 m)                                 | Jahnabrücke (10 m)                                 |
| Brücke                                                                                        | 7,917       | Flutbrücke (24 m)                                  | Flutbrücke (24 m)                                  |
| Brücke                                                                                        | 9,286       | EÜ Bundesstraße 169 (13 m)                         | EÜ Bundesstraße 169 (13 m)                         |
| Haltepunkt / Haltestelle                                                                      | 9,448       | Stauchitz (ehem. Bf)                               | 129 m                                              |
| Brücke                                                                                        | 9,583       | EÜ Mühlweg (14 m)                                  | EÜ Mühlweg (14 m)                                  |
| Brücke                                                                                        | 12,161      | EÜ Im Wiesengrund (15 m)                           | EÜ Im Wiesengrund (15 m)                           |
| Brücke                                                                                        | 13,880      | EÜ (14 m)                                          | EÜ (14 m)                                          |
| Abzweig geradeaus und von links                                                               | 14,750      | Anschl Kalkwerk Ostrau                             | Anschl Kalkwerk Ostrau                             |
| Brücke                                                                                        | 14,762      | EÜ (14 m)                                          | EÜ (14 m)                                          |
| Brücke                                                                                        | 14,968      | EÜ Güterbahnhofstraße                              | EÜ Güterbahnhofstraße                              |
| Bahnhof                                                                                       | 15,185      | Ostrau                                             | 159 m                                              |
| Brücke                                                                                        | 15,567      | Viadukt Ostrau (157 m)                             | Viadukt Ostrau (157 m)                             |
| Haltepunkt / Haltestelle                                                                      | 18,812      | Zschaitz (ehem. Bf)                                | 180 m                                              |
| Brücke                                                                                        | 19,500      | EÜ (16 m)                                          | EÜ (16 m)                                          |
| Abzweig geradeaus und ehemals von rechts                                                      |             | Schmalspurbahn von Oschatz                         | Schmalspurbahn von Oschatz                         |
| ehemalige Blockstelle                                                                         | 21,024      | Bk Gadewitz                                        | 192 m                                              |
| Kreuzung geradeaus unten (Querstrecke außer Betrieb)                                          | 22,050      | Döbeln-Gärtitz–Wilsdruff                           | Döbeln-Gärtitz–Wilsdruff                           |
| Abzweig geradeaus und ehemals von rechts                                                      |             | Schmalspurbahn von Wilsdruff                       | Schmalspurbahn von Wilsdruff                       |
| ehemaliger Dienststation / Betriebs- oder Güterbahnhof                                        | 23,158      | Döbeln-Gärtitz früher Gärtitz (Pv bis 1969)        | 178 m                                              |
| Bahnübergang                                                                                  | 24,338      | Bundesstraße 175                                   | Bundesstraße 175                                   |
| ehemaliger Bahnhof                                                                            | 24,503      | Döbeln Nord früher Großbauchlitz                   | 176 m                                              |
| Brücke über Wasserlauf                                                                        | 24,773      | Brücke Freiberger Mulde (97 m)                     | Brücke Freiberger Mulde (97 m)                     |
| Brücke                                                                                        | 24,875      | Flutbrücke (23 m)                                  | Flutbrücke (23 m)                                  |
| Brücke                                                                                        | 25,179      | EÜ Bundesstraße 175 (13 m)                         | EÜ Bundesstraße 175 (13 m)                         |
| Abzweig geradeaus und von links                                                               |             | von Coswig (Dresden)                               | von Coswig (Dresden)                               |
| Bahnhof                                                                                       | 25,375      | Döbeln Hbf (Keilbahnhof)                           | 176 m                                              |
| Abzweig geradeaus und nach rechts                                                             |             | nach Borsdorf (Sachs)                              | nach Borsdorf (Sachs)                              |
| Brücke                                                                                        |             | EÜ Bundesstraße 175 (18 m)                         | EÜ Bundesstraße 175 (18 m)                         |
| Haltepunkt / Haltestelle                                                                      | 28,820      | Limmritz (Sachs) (ehem. Bf)                        | 194 m                                              |
| Brücke                                                                                        | 29,068      | EÜ Wirtschaftsweg (12 m)                           | EÜ Wirtschaftsweg (12 m)                           |
| Brücke                                                                                        | 29,981      | Viadukt Limmritz (260 m)                           | Viadukt Limmritz (260 m)                           |
| ehemaliger Tunnel                                                                             | 30,361      | Saalbachtunnel (128 m; 1987 abgetragen)            | Saalbachtunnel (128 m; 1987 abgetragen)            |
| Brücke                                                                                        | 30,522      | Bachbrücke (19 m)                                  | Bachbrücke (19 m)                                  |
| Brücke                                                                                        | 31,459      | Viadukt Saalbach (75 m)                            | Viadukt Saalbach (75 m)                            |
| Haltepunkt / Haltestelle                                                                      | 31,630      | Steina (ehem. Hst)                                 | 212 m                                              |
| Brücke                                                                                        | 31,811      | Viadukt Steina (225 m)                             | Viadukt Steina (225 m)                             |
| Brücke                                                                                        | 32,362      | Viadukt Kummersmühle (110 m)                       | Viadukt Kummersmühle (110 m)                       |
| Brücke                                                                                        | 34,271      | Viadukt Diedenmühle (172 m)                        | Viadukt Diedenmühle (172 m)                        |
| Abzweig geradeaus und ehemals von rechts                                                      |             | von Rochlitz (Sachs)                               | von Rochlitz (Sachs)                               |
| Bahnhof                                                                                       | 34,931      | Waldheim                                           | 236 m                                              |
| Brücke                                                                                        | 35,073      | EÜ Bahnhofstraße (17 m)                            | EÜ Bahnhofstraße (17 m)                            |
| Abzweig geradeaus und ehemals nach links                                                      |             | nach Kriebethal                                    | nach Kriebethal                                    |
| ehemaliger Tunnel                                                                             | 35,710      | Tunnel Pfaffenberg (170 m; 1990 abgetragen)        | Tunnel Pfaffenberg (170 m; 1990 abgetragen)        |
| Brücke                                                                                        | 36,055      | Viadukt Heiligenborn (173 m)                       | Viadukt Heiligenborn (173 m)                       |
| ehemalige Blockstelle                                                                         | 37,990      | Bk Reinsdorf                                       | 256 m                                              |
| Brücke                                                                                        | 39,891      | Brücke Neumilkau (69 m)                            | Brücke Neumilkau (69 m)                            |
| Haltepunkt / Haltestelle                                                                      | 41,590      | Schweikershain (ehem. Bf)                          | 285 m                                              |
| Brücke (Strecke außer Betrieb)                                                                | 43,095      | Viadukt Crossen (155 m; 1991 verfüllt)             | Viadukt Crossen (155 m; 1991 verfüllt)             |
| Haltepunkt / Haltestelle                                                                      | 45,240      | Erlau (Sachs) (ehem. Bf)                           | 309 m                                              |
| Brücke                                                                                        | 47,675      | EÜ Leipziger Straße (12 m)                         | EÜ Leipziger Straße (12 m)                         |
| Bahnhof                                                                                       | 48,030      | Mittweida                                          | 296 m                                              |
| Brücke                                                                                        | 48,218      | Brücke Bahnhofstraße                               | Brücke Bahnhofstraße                               |
| Brücke                                                                                        | 48,478      | EÜ Königshainer Weg                                | EÜ Königshainer Weg                                |
| Abzweig geradeaus und ehemals nach links                                                      |             | nach Dreiwerden/Ringethal                          | nach Dreiwerden/Ringethal                          |
| Brücke über Wasserlauf                                                                        | 48,619      | EÜ Bach                                            | EÜ Bach                                            |
| Brücke                                                                                        | 49,827      | EÜ Wirtschaftsweg (10 m)                           | EÜ Wirtschaftsweg (10 m)                           |
| Haltepunkt / Haltestelle                                                                      | 50,070      | Altmittweida (ehem. Bf)                            | 297 m                                              |
| Brücke (Strecke außer Betrieb)                                                                | 50,330      | Viadukt Altmittweida (92 m; 1991 verfüllt)         | Viadukt Altmittweida (92 m; 1991 verfüllt)         |
| Brücke                                                                                        | 51,016      | EÜ Wirtschaftsweg (10 m)                           | EÜ Wirtschaftsweg (10 m)                           |
| Brücke über Wasserlauf                                                                        | 51,741      | Brücke Holzbach (19 m)                             | Brücke Holzbach (19 m)                             |
| Haltepunkt / Haltestelle                                                                      | 53,945      | Ottendorf (b Mittweida) (ehem. Hst)                | 321 m                                              |
| Brücke                                                                                        | 54,450      | Viadukt Ottendorf (84 m)                           | Viadukt Ottendorf (84 m)                           |
| Haltepunkt / Haltestelle                                                                      | 57,085      | Oberlichtenau (ehem. Bf, 2004–2011 Bk)             | 340 m                                              |
| Brücke                                                                                        | 58,010      | EÜ Bundesautobahn 4 (58 m)                         | EÜ Bundesautobahn 4 (58 m)                         |
| Brücke                                                                                        | 59,431      | EÜ Wirtschaftsweg (13 m)                           | EÜ Wirtschaftsweg (13 m)                           |
| Haltepunkt / Haltestelle                                                                      | 59,778      | Chemnitz Kinderwaldstätte                          | 331 m                                              |
| Brücke                                                                                        | 61,070      | Wirtschaftsweg                                     | 324 m                                              |
| Brücke über Wasserlauf                                                                        | 61,415      | Graben                                             | 322 m                                              |
| Brücke                                                                                        | 61,716      | Wirtschaftsweg                                     | 320 m                                              |
| Brücke                                                                                        | 62,060      | Durchlass                                          | 321 m                                              |
| ehemalige Blockstelle                                                                         | 63,283      | Abzw Chemnitz-Furth                                | 313 m                                              |
| Abzweig geradeaus und ehemals nach rechts                                                     |             | Güterzuggleis nach Chemnitz-Hilbersdorf            | Güterzuggleis nach Chemnitz-Hilbersdorf            |
| Brücke (Strecke außer Betrieb)                                                                | 63,555      | Zufahrt Bw Chemnitz Hbf (20 m; verfüllt)           | 311 m                                              |
| Kreuzung mit Tunnelstrecke (Querstrecke außer Betrieb)                                        |             | Postgleistunnel Außenbf–Postbf (teilw. verfüllt)   | Postgleistunnel Außenbf–Postbf (teilw. verfüllt)   |
| Kreuzung geradeaus unten (Querstrecke außer Betrieb)                                          | 64,240      | (Küchwald–/) Abzw Ch.-Furth–Ch.-Hilbersdorf        | (Küchwald–/) Abzw Ch.-Furth–Ch.-Hilbersdorf        |
| Abzweig geradeaus und von rechts                                                              |             | von Neukieritzsch                                  | von Neukieritzsch                                  |
| Abzweig geradeaus und von links                                                               |             | von Dresden Hbf                                    | von Dresden Hbf                                    |
| Brücke                                                                                        | 64,455      | Emilienstraße                                      | 305 m                                              |
| Brücke                                                                                        | 65,075      | August-Bebel-Straße (Bundesstraße 107)             | 305 m                                              |
| Bahnhof                                                                                       | 65,784      | Chemnitz Hbf                                       | 302 m                                              |
| Abzweig geradeaus und nach rechts                                                             |             | Verbindungsgleis zur Straßenbahn Chemnitz          | Verbindungsgleis zur Straßenbahn Chemnitz          |
| Abzweig geradeaus und nach links                                                              |             | nach Adorf (Vogtl)                                 | nach Adorf (Vogtl)                                 |
| Strecke                                                                                       |             | nach Werdau Bogendreieck                           | nach Werdau Bogendreieck                           |

| Strecke                                                               |        | von Riesa                                                         | von Riesa                                                         |
| ehemaliger Kilometer-Wechsel                                          | −0,130 | ab etwa 1988 km 0,0                                               | ab etwa 1988 km 0,0                                               |
| ehemalige Blockstelle                                                 | 0,00   | Abzw Chemnitz-Furth                                               | 313 m                                                             |
| Abzweig ehemals geradeaus und nach links                              |        | nach Chemnitz Hbf                                                 | nach Chemnitz Hbf                                                 |
| Brücke (Strecke außer Betrieb)                                        | 0,140  | Zufahrt Bw Chemnitz Hbf (verfüllt)                                | Zufahrt Bw Chemnitz Hbf (verfüllt)                                |
| Brücke über Wasserlauf (Strecke außer Betrieb)                        | 0,480  | EÜ Bach                                                           | EÜ Bach                                                           |
| Kreuzung mit Tunnelstrecke (Strecken außer Betrieb)                   | 0,710  | Postgleistunnel Außenbf–Postbf                                    | Postgleistunnel Außenbf–Postbf                                    |
| Abzweig geradeaus und von rechts (Strecke außer Betrieb)              | 0,822  | von Chemnitz Küchwald (Weiche 14, Höhe Stw 7)                     | 310 m                                                             |
| Kreuzung Anfang Hochstrecke (Strecke geradeaus außer Betrieb)         |        | Riesa–Chemnitz Hbf                                                | Riesa–Chemnitz Hbf                                                |
| Kreuzung (Strecke geradeaus außer Betrieb)                            | 0,980  | Ch.-Hilbersdorf Strw–Chemnitz Hbf (Werkstättenviadukt)            | Ch.-Hilbersdorf Strw–Chemnitz Hbf (Werkstättenviadukt)            |
| Kreuzung Ende Hochstrecke (Strecke geradeaus außer Betrieb)           |        | Reichsbahnausbesserungswerk Chemnitz                              | Reichsbahnausbesserungswerk Chemnitz                              |
| Kilometer-Wechsel (Strecke außer Betrieb)                             | 1,191  | später Streckenende und Übergang in DW (Höhe Stw 5)               | später Streckenende und Übergang in DW (Höhe Stw 5)               |
|                                                                       |        |                                                                   |                                                                   |
| Abzweig geradeaus und nach links (Strecke außer Betrieb)              | 1,80   | Anschl Raw „Wilhelm Pieck“ und Bahnkraftwerk Chemnitz-Hilbersdorf | Anschl Raw „Wilhelm Pieck“ und Bahnkraftwerk Chemnitz-Hilbersdorf |
|                                                                       |        |                                                                   |                                                                   |
| Brücke (Strecke außer Betrieb)                                        | 2,440  | EÜ Frankenberger Straße (Bundesstraße 169)                        | EÜ Frankenberger Straße (Bundesstraße 169)                        |
| Abzweig geradeaus und von rechts (Strecke außer Betrieb)              |        | von Abzw Werdau Bgdr                                              | von Abzw Werdau Bgdr                                              |
| Dienststation / Betriebs- oder Güterbahnhof (Strecke außer Betrieb)   | 2,472  | Chemnitz-Hilbersdorf                                              | 325 m                                                             |
| Strecke (außer Betrieb)                                               |        | nach Dresden Hbf                                                  | nach Dresden Hbf                                                  |
|                                                                       |        |                                                                   |                                                                   |
| Ausfädelung RCCh etwa 1988 um ungefähr 130 Meter verschoben. Quellen: |        |                                                                   |                                                                   |

Die Bahnstrecke Riesa–Chemnitz ist eine zweigleisige und elektrifizierte Hauptbahn in Sachsen, welche ursprünglich durch die Chemnitz-Riesaer Eisenbahn-Gesellschaft erbaut und betrieben wurde. Die Strecke verläuft von Riesa über Döbeln und Mittweida nach Chemnitz und ist Teil der Verbindung Berlin–Chemnitz.

## Geschichte

### Vorgeschichte und Bau
Bereits 1837 wurden Pläne für eine Bahnverbindung von Riesa, einem wichtigen Güterumschlagplatz an der Elbe, nach Chemnitz und weiter nach Zwickau, das als Kohlerevier bedeutsam war, vorgelegt. Nachdem die Leipzig-Dresdner Eisenbahn eröffnet war, wurde einer Anbindung der in der Industrialisierung steckenden Stadt Chemnitz nach Leipzig und Dresden, wenn auch nur durch einen Umweg über Riesa, höchste Priorität zugesprochen. Am 8. Mai 1845 konnten die Bauarbeiten beginnen, obwohl zwischen Döbeln und Waldheim noch nicht einmal ein genauer Streckenverlauf beschlossen worden war. Auf dem nördlichen Abschnitt von Riesa nach Döbeln schritten die Bauarbeiten zügig voran. Am 29. August 1847 erfolgte dort die offizielle Eröffnung, am 22. September 1847 konnte ferner das kurze Stück nach Limmritz eröffnet werden. Döbeln erhielt vorerst nur einen Bahnhof im nördlichen Ortsteil Großbauchlitz. Der heutige Bahnhof Döbeln Hbf erhielt erst im Zuge der Fertigstellung der Dresden-Döbeln-Leipziger Strecke 1868 seine Position.
Der Abschnitt von Limmritz nach Waldheim bereitete hingegen große Probleme. Die Baukosten der Viadukte und Stützmauern im Zschopautal brachten die Gesellschaft schnell in Finanznot. Da ohne einen durchgängigen Betrieb nach Chemnitz kein profitabler Bahnbetrieb möglich war und eine Anleihe nicht zustande kam, musste sich die Chemnitz-Riesaer Eisenbahn-Gesellschaft am 29. Mai 1848 dem Staat anbieten. Aufgrund der Revolution 1848/49 übernahm dieser erst am 31. Dezember 1850 die Gesellschaft und setzte den Bau fort, so dass schließlich am 1. September 1852 die Gesamtstrecke eröffnet werden konnte. Neben dem König Friedrich August II. nahmen auch zahlreiche hochrangige Politiker an der Eröffnung teil. Noch heute ist der Abschnitt Limmritz–Waldheim als Bankrottmeile bekannt. Insgesamt war die Strecke mit Baukosten von über 100.000 Talern pro Streckenkilometer eine der damals teuersten Bahnbauten überhaupt.

### Betrieb
Als begonnen wurde, die Bahn nach Zwickau (mit einem Abzweig von Glauchau nach Gößnitz) zu verlängern, erhielt die gesamte Strecke die Bezeichnung Niedererzgebirgische Staatsbahn. Nachdem mit der Streckeneröffnung 1858 nicht nur die Verbindung zur Bahnstrecke Leipzig–Hof (Sächsisch-Bayerische Staatsbahn), sondern auch zur Obererzgebirgischen Staatsbahn (Schwarzenberg–Zwickau) geschaffen war, wurden die drei Strecken am 1. Januar 1859 zur Westlichen Staatsbahn zusammengefasst.
Im Preußisch-Österreichischen Krieg 1866 wurde der Ostrauer Viadukt von preußischen Pionieren gesprengt. In Großbauchlitz (seit 1932 Döbeln Nord) bestand ab 1905 Anschluss an die Mühlenbahn Großbauchlitz, sie wurde 1914 durch ein Anschlussgleis ersetzt.
Die größte Zäsur ihrer Geschichte erfuhr die Strecke nach Ende des Zweiten Weltkriegs 1945. Reparationsforderungen der Sowjetunion führten zum vollständigen Abbau des zweiten Gleises, was in den folgenden 45 Jahren für eine äußerst schwierige Betriebssituation auf der dicht befahrenen Hauptstrecke sorgte. Erst 1990 konnte das zweite Gleis wieder auf der Gesamtstrecke in Betrieb genommen werden. Im Vorfeld der Elektrifizierung 1991 wurden die beiden „unechten“ Tunnel bei Waldheim aufgeschnitten, die in den Anfangsjahren der Strecke gebaut wurden, um Steinschläge und Schneeverwehungen zu vermeiden.
Im Juni 2001 wurde der Zweistundentakt der Interregio-Linie von Chemnitz nach Berlin und Rostock auf drei Zugpaare täglich ausgedünnt. Der Interregio-Verkehr wurde am 26. Juni 2006 eingestellt. Bis zum 9. Dezember 2006 verkehrten vorübergehend zwei durchgehende RegionalExpress-Zugpaare zwischen Chemnitz und Berlin-Zoologischer Garten. Diese wurden im Dezember 2006 durch ein in Tagesrandlage verkehrendes, als Vogtland-Express bezeichnetes Zugpaar der Vogtlandbahn ersetzt, das im Frühjahr 2009 zwischenzeitlich für wenige Wochen und am 1. Oktober 2012 ganz eingestellt wurde. Es wurde dann durch Busfahrten ersetzt und 2015 komplett aus dem Netz genommen.
Bis 2011 wurde wochentags von 5 Uhr bis 9 Uhr und von 14 Uhr bis 19 Uhr der Stundentakt zwischen Chemnitz und Mittweida auf einen Halbstundentakt verdichtet. Diese Leistungen wurden infolge von Mittelkürzungen des Freistaates Sachsen vom VMS abbestellt.
Seit dem Fahrplanjahr 2016 verkehrt die RB 45 bis auf wenige Ausnahmen als Expresszug zwischen Chemnitz Hauptbahnhof und Mittweida. Die Bedienung der Zwischenstationen wurde von der City-Bahn Chemnitz übernommen, welche seit Oktober 2016 als Linie C14 Bestandteil des Chemnitzer Modells ist und umsteigefrei bis in die Chemnitzer Innenstadt fährt. Seit Januar 2022 verkehrt diese bis Thalheim/Erzgeb. Mittlerweile werden die Züge zwischen Chemnitz Hauptbahnhof, Riesa und Elsterwerda von der Mitteldeutschen Regiobahn gefahren.
Im Güterverkehr verkehren im Fahrplanjahr 2017 über diese Strecke planmäßig drei Züge mit zehn Leistungen pro Woche, nachdem im Fahrplanjahr 2015 planmäßig keine Züge mehr fuhren. Weiterhin wird der Güterverkehr bei Streckensperrungen zwischen Werdau und Gaschwitz über diese Strecke umgeleitet.
Im Jahr 2015 wurde das 150 Jahre alte Sandsteinviadukt in Ottendorf abgebrochen und durch eine 900 Tonnen schwere Stabbogenbrücke ersetzt.

## Streckenbeschreibung

### Verlauf
Im Bahnhof Riesa zweigt die Strecke zusammen mit der Trasse der Nebenbahn nach Nossen in einem leichten Linksbogen von der Leipzig-Dresdner Eisenbahn ab. Die Nossener Strecke trennt sich danach in einem Linksbogen nach Süden ab, während die Chemnitzer Strecke in südwestlicher Richtung weiter verläuft und der Bundesstraße 169 folgt. Der nördliche Streckenabschnitt bis Döbeln verläuft durch relativ flaches Gebiet; die einzigen nennenswerten Kunstbauten auf diesem Abschnitt sind der 130 m lange Viadukt bei Ostrau und die 80 m lange Muldenbrücke vor dem Bahnhof Döbeln. Auf dem Abschnitt Gärtitz–Döbeln lag ab 1884 ein Dreischienengleis. Die Schmalspurbahn von Oschatz erhielt 1909 mit dem Bau des Bahnhofs Gärtitz ein eigenes Planum neben der Hauptbahn. In der Nähe der Autobahnanschlussstelle Döbeln-Nord wird die Bundesautobahn 14 unterquert und nach der Überquerung der Freiberger Mulde trifft die Strecke auf die heute eingleisige und nicht elektrifizierte Hauptbahn von Coswig nach Borsdorf bei Leipzig. Der Döbeln Hbf ist ein Keilbahnhof. Das Empfangsgebäude befindet sich zwischen den Gleisen von Riesa und Coswig.

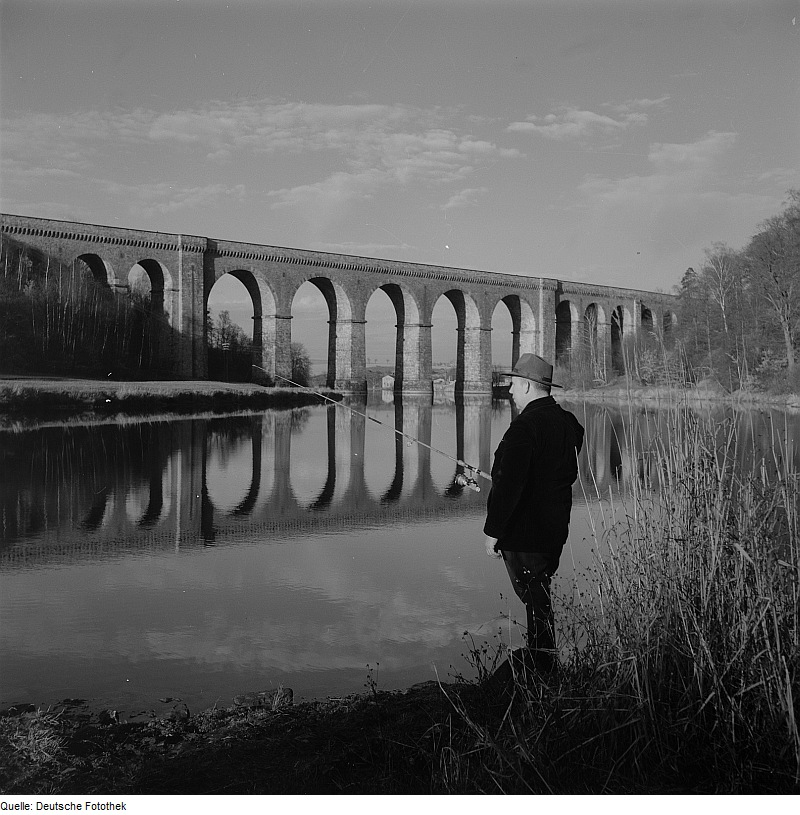
Viadukt Limmritz (nach 1945)

Südlich des Bahnhofs Döbeln zweigt die Bahnstrecke Borsdorf–Coswig nach Westen ab, danach werden die Bundesstraßen 169 und 175 gequert. In der Nähe von Limmritz tritt die Bahn in das Tal der Zschopau ein. Der Streckenabschnitt von Limmritz bis Waldheim führt über mehrere Großbrücken, deren kostspieliger Bau ursächlich für die Zahlungsunfähigkeit der Chemnitz-Riesaer Eisenbahn-Gesellschaft war. Bis heute trägt der Abschnitt im Volksmund den Namen Bankrottmeile.
Unmittelbar hinter dem im Rahmen der Vorarbeiten für die Elektrifizierung 1991 abgetragenen, 128 m langen Saalbachtunnel wird auf der 32 m hohen, 270 m langen und aus 14 Bögen bestehenden Zschopaubrücke das Zschopautal überquert. Anschließend folgt die Strecke an einem steilen und felsigen Abhang dem linken Ufer des Flusses und quert mit Hilfe der 49 m hohen und 210 m langen Dietenmühlentalbrücke den Steinaer Bach, der hier aus einem tief eingeschnittenen Seitental in die Zschopau mündet. Im Bahnhof Waldheim, den die Strecke anschließend erreicht, mündete von Westen her die 1998 stillgelegte Bahnstrecke Waldheim–Rochlitz ein.
Südlich des Bahnhofs Waldheim führt die Strecke durch das Areal des ebenfalls im Vorfeld der Elektrifizierung abgetragenen, ehemals 170 m langen Pfaffenbergtunnels. Anschließend wird mit der 41 m hohen und 211 m langen Heiligenborntalbrücke erneut ein Zschopau-Seitental überquert. Die Chemnitzer Bahn wendet sich leicht in Richtung Südwesten, entfernt sich somit stärker von der südlich von Kriebstein angestauten Zschopau und erreicht kurz vor Erlau ihren westlichsten Punkt. Danach führt sie ziemlich geradlinig nach Süden über Mittweida und Altmittweida nach Oberlichtenau, wo die Bundesautobahn 4 überquert wird. Im Zuge der Erweiterung der Autobahn auf sechs Streifen Ende der 1990er Jahre musste diese Brücke erneuert werden. Im Chemnitz Hbf findet die Strecke ihren Endpunkt, wobei sie gemeinsam mit der westlich liegenden Bahnstrecke Neukieritzsch–Chemnitz in die Bahnstrecke Dresden–Werdau einmündet.

### Betriebsstellen
Riesa ⊙
Der Bahnhof Riesa besteht seit der Eröffnung des Abschnittes Oschatz–Riesa der Leipzig-Dresdner Eisenbahn im November 1838. Die Chemnitz-Riesaer Eisenbahn errichtete in Riesa zunächst einen eigenen Bahnhof, der bis 1879 in Betrieb war. Seitdem mündet die Strecke Riesa–Chemnitz direkt in den Bahnhof ein, der seit dieser Zeit mehrfach erweitert wurde.
Seerhausen ⊙
Der Haltepunkt Seerhausen wurde am 29. August 1847 eröffnet. Zwischen 1924 und 2014 wurde er als Bahnhof geführt. Das Empfangsgebäude wurde mit der Ernennung zum Bahnhof im Jahr 1924 eröffnet. Im Jahr 2014 erfolgte die Schließung des Stellwerks B1. Die Station befindet sich westlich des namengebenden Orts Seerhausen.
Stauchitz ⊙

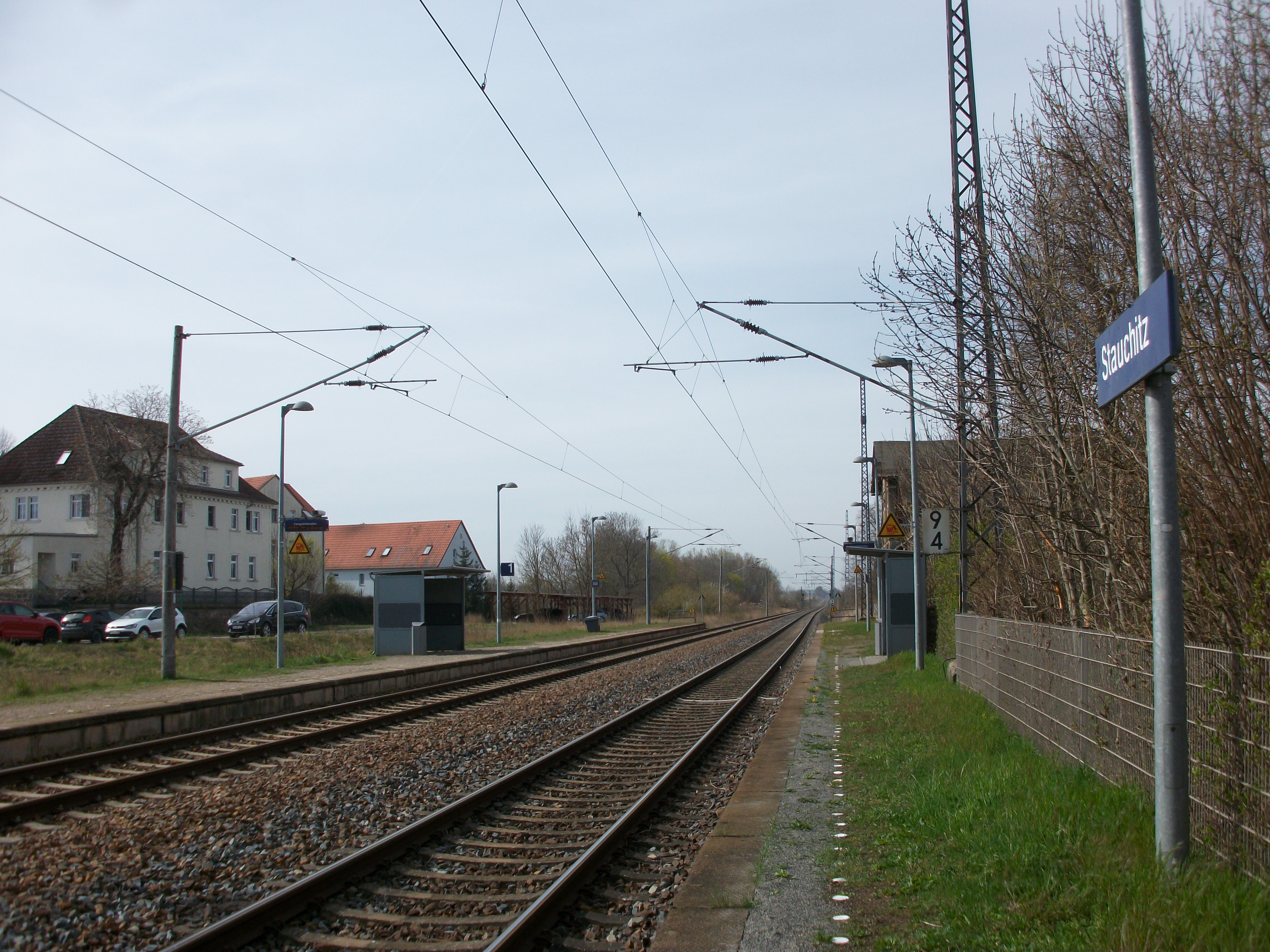
Haltepunkt Stauchitz (2022)

Der Bahnhof Stauchitz wurde am 29. August 1847 eröffnet. Seit 1979 wird er als Haltepunkt geführt. Die Station war ursprünglich u. a. mit einem Empfangsgebäude, einem Güterschuppen, einem Wirtschaftsgebäude, einer Laderampe und Wohnhäusern ausgestattet, von denen das Wirtschaftsgebäude im Jahr 2003 und der Güterschuppen im Jahr 2005 abgerissen wurde.
Ostrau ⊙

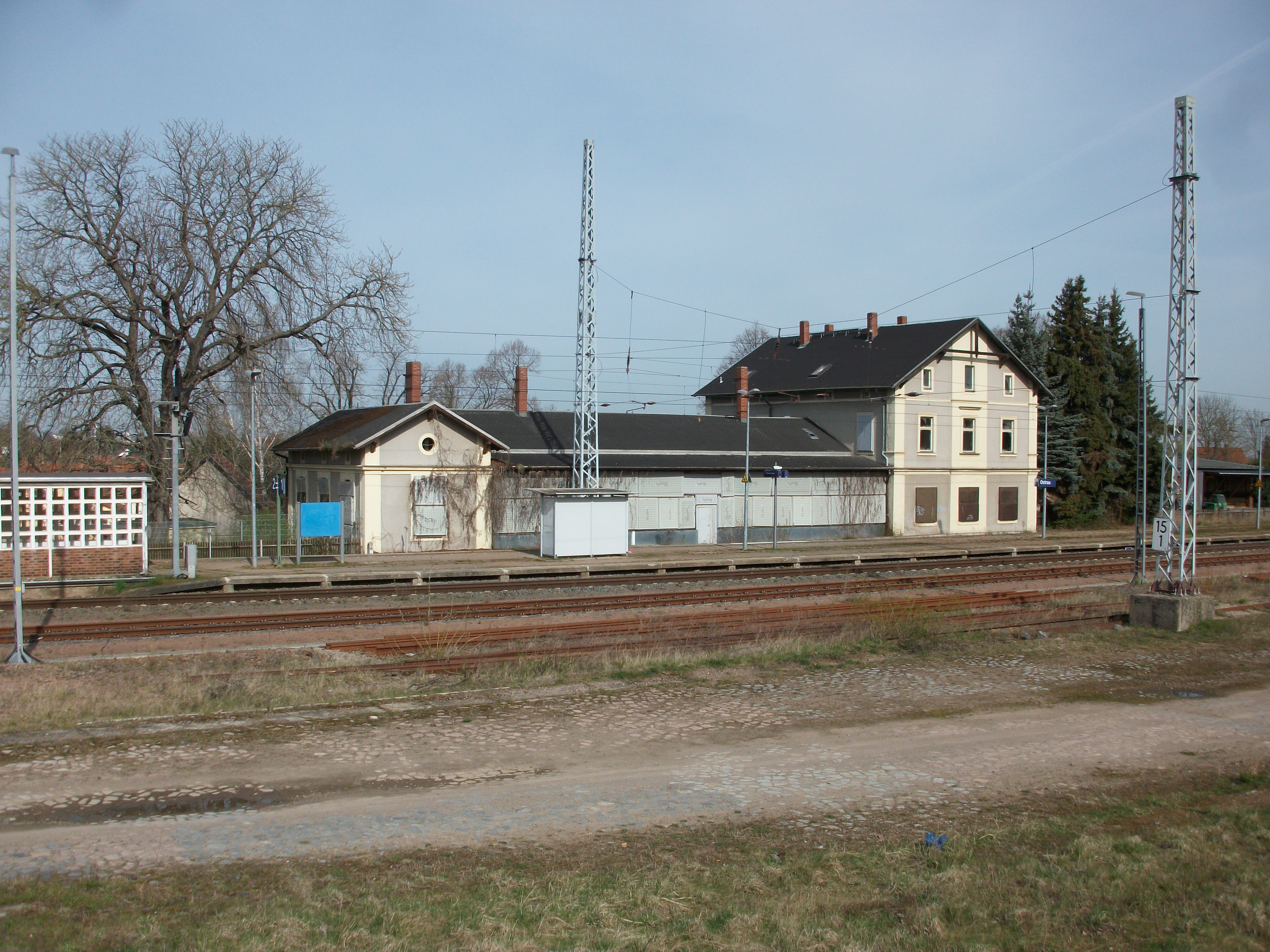
Bahnhof Ostrau (2022)

Der Bahnhof Ostrau wurde am 29. August 1847 eröffnet. Die Station im Osten des Orts wurde u. a. mit einem Empfangsgebäude mit Personentunnel, einem Güterschuppen, einem Wirtschaftsgebäude, einem Wohnhaus, einer Bahnmeisterei, einem Stellwerk und Gebäuden der Bäuerlichen Handelsgenossenschaft. An die südliche Bahnhofsausfahrt schließt sich das Viadukt Ostrau über die Jahna an.
Zschaitz ⊙

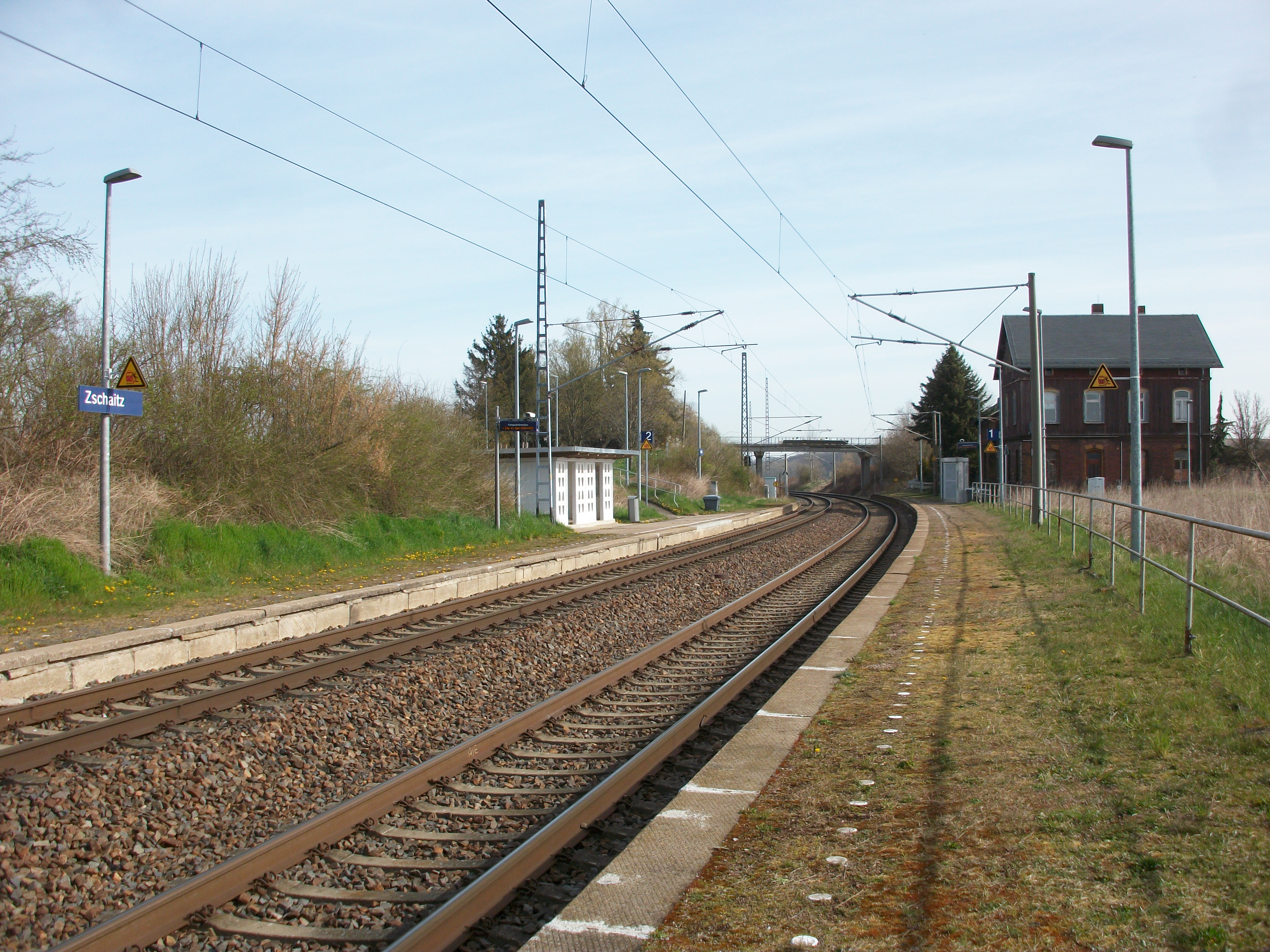
Haltepunkt Zschaitz (2022)

Der Haltepunkt Zschaitz wurde am 29. August 1847 eröffnet. Er wurde ab 1894 als Haltestelle und ab 1905 als Bahnhof geführt. Nachdem die Station ab 1933 wieder eine Haltestelle wurde, erfolgte 1962 erneut die Hochstufung zum Bahnhof und 1972 die Herabstufung zum Haltepunkt. Der Haltepunkt Zschaitz war mit einem Empfangsgebäude, einem Güterschuppen, einer Laderampe und einem Wohnhaus ausgestattet. Während der Güterschuppen im Jahr 2018 abgerissen wurde, sind die anderen Hochbauten am Standort westlich von Zschaitz noch vorhanden.
Döbeln-Gärtitz ⊙
Der Bahnhof Gärtitz wurde am 1. Dezember 1909 eröffnet. Nachdem neben den Zügen der normalspurigen Strecke auch Bahnen der Schmalspurbahn Oschatz–Mügeln–Döbeln hielten, war er seit 1911 auch Endpunkt der Schmalspurbahn Wilsdruff–Gärtitz. Mit der Eingemeindung nach Döbeln im Jahr 1950 erhielt der Bahnhof am 17. Mai 1953 den Namen Döbeln Gärtitz. Nachdem im Jahr 1968 der Abschnitt Mügeln-Döbeln der Schmalspurbahn Oschatz–Mügeln–Döbeln stillgelegt worden war, folgte am 31. Mai 1969 der Personen- und Güterverkehr auf dem Abschnitt Kleinmockritz–Döbeln-Gärtitz der Schmalspurbahn Wilsdruff–Gärtitz. Zum 1. Juni 1969 wurde der Bahnhof aufgelassen, wodurch auch keine Züge der normalspurigen Strecke Riesa–Chemnitz mehr halten. Die Betriebsstelle diente anschließend noch für einige Jahre als Abzweigstelle. Heute erinnern an den einstigen Bahnhof lediglich die Straßenbezeichnung „Am Bahnhof“ sowie das als Wohnhaus umgenutzte Empfangsgebäude.
Döbeln Nord ⊙
Mit der Einweihung des Abschnitts Riesa-Döbeln im Jahr 1847 erhielt Döbeln zunächst nur einen Bahnhof im nördlich der Stadt gelegenen Ort Großbauchlitz, der den Namen Döbeln erhielt. Erst als die Stadt Döbeln mit Eröffnung des Abschnittes Döbeln–Leisnig der Bahnstrecke Borsdorf–Coswig mit Döbeln Hbf einen eigenen Bahnhof erhielt, wurde der Bahnhof von Großbauchlitz am 2. Juni 1868 in Großbauchlitz umbenannt. Zwischen 1905 und 1914 verkehrte vom Bahnhof Großbauchlitz die Mühlenbahn Großbauchlitz im Oberleitungslastkraftwagen-Betrieb (Güterverkehr) zur Günther’schen Mühle am südlichen Ortsrand. Sie wurde 1914 durch ein Anschlussgleis ersetzt.
Mit der Eingemeindung nach Döbeln im Jahr 1932 erhielt der Bahnhof am 8. Oktober 1933 den Namen Döbeln Nord. Zwischen 1884 und 1964 war Döbeln Nord auch eine Station der Schmalspurbahn Oschatz–Mügeln–Döbeln. Bereits ein Jahr später wurde der Bahnhof Döbeln Nord am 29. Mai 1965 außer Betrieb genommen. Die Anschrift der einstigen Station von Großbauchlitz ist bis heute "Bahnhof Nord".
Döbeln Hbf ⊙
Im Döbelner Hauptbahnhof kreuzen sich die Bahnstrecken Riesa–Chemnitz und Borsdorf–Coswig. Er wurde am 2. Juni 1868 mit provisorischen Gebäuden eröffnet. Das Empfangsgebäude von 1870 ist bis heute original erhalten und steht unter Denkmalschutz. Zwischen dem Bahnhof und der zwei Kilometer entfernten Innenstadt verkehrte von 1892 bis 1926 die Döbelner Pferdebahn.
Limmritz (Sachsen) ⊙

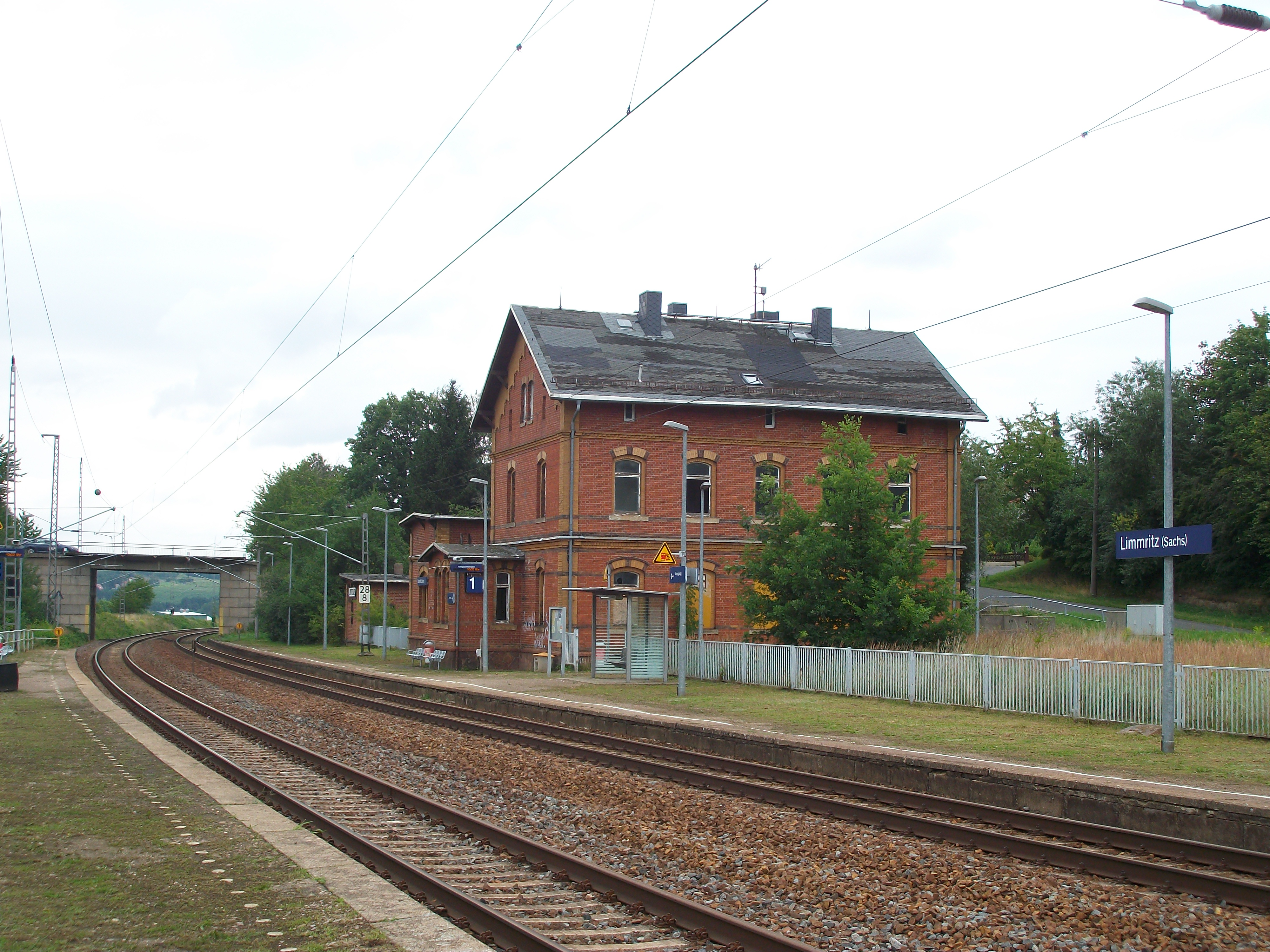
Haltepunkt Limmritz (Sachs) (2017)

Der Haltepunkt Limmritz wurde am 22. September 1847 eröffnet. 1905 erfolgte die Hochstufung zum Bahnhof. Er trug folgende Namen:
- bis 1925: Limmritz
- bis 1933: Limmritz (Sa)
- seit 1933: Limmritz (Sachs)

Seit 1997 ist die Station ein Haltepunkt. Sie befindet sich im Ort Limmritz am rechten Ufer der Zschopau.
Steina ⊙
Der Haltepunkt Steina wurde am 1. September 1852 eröffnet. 1905 erfolgte die Hochstufung zum Bahnhof. Seit 1933 ist Steina wieder eine Haltestelle und seit 1990 ein Haltepunkt. Er befindet sich abgelegen des westlich liegenden Orts am linken Ufer der Zschopau.
Waldheim ⊙
Eröffnet wurde der Bahnhof Waldheim 1852 mit dem Streckenabschnitt Limmritz–Chemnitz, dem letzten Teilstück der Bahnstrecke Riesa–Chemnitz. Obwohl mit den Strecken Waldheim–Rochlitz (eröffnet 1893) und Waldheim–Kriebethal (eröffnet 1896) zwei Nebenbahnen hier begannen, waren die Gleisanlagen des Trennungsbahnhofs für diese abzweigenden Strecken recht einfach ausgeführt. So gab es für die Züge Richtung Rochlitz nur ein Gleis mit Umsetzmöglichkeit. Dieses lag am Inselbahnsteig, dem inzwischen einzigen Bahnsteig überhaupt (ein zweiter Bahnsteig ohne Überdachung existierte bis zum Wiederaufbau des zweiten Gleises der Hauptbahn und ihrer Elektrifizierung), gegenüber liegt das Bahnsteiggleis der Hauptbahn Riesa–Chemnitz. Zwischenzeitlich wurde auch die Rochlitzer Seite des Inselbahnsteigs in die Hauptbahn eingebunden, das Gleis wurde mittlerweile wieder aufgelassen.
Bis 2006 hielten hier auch InterRegios nach Chemnitz, Berlin und Binz.
Das Empfangsgebäude stand leer und verfiel zunehmend. Im Mai 2014 wurde es teilweise abgerissen. Nun steht nur noch der vordere Teil des Gebäudes, dafür wurde es optisch wieder hergerichtet. Auch der lange Güterschuppen wird nicht mehr genutzt, ebenso das über eine Drehscheibe angebundene Heizhaus, in dem früher Lokomotiven für den Rangierdienst sowie die Übergaben zu den Papierfabriken im Zschopautal stationiert waren. Die Drehscheibe sowie die nicht mehr genutzten Gütergleise wurden im Sommer 2014 abgerissen.
Die beiden Gleisbildstellwerke B1 und W2 gingen am 16. Oktober 2010 außer Betrieb, seitdem wird der Bahnhof Waldheim von Mittweida aus ferngesteuert, jedoch sind die Hl-Signale noch immer in Betrieb. Die Strecken nach Rochlitz und Kriebethal sind stillgelegt.
Schweikershain ⊙
Der Haltepunkt Schweikershain wurde am 1. September 1852 eröffnet und zwischen 1885 und 2005 als Bahnhof betrieben. Er befindet sich südlich des Ortes.
Erlau (Sachs) ⊙
Der Bahnhof  Erlau (Sachs) wurde am 1. September 1852 eröffnet. Er befindet sich im Osten des Orts. Der ehemalige Bahnhof und heutige Haltepunkt (seit 1990) trug folgende Namen:
- bis 1913: Erlau
- bis 1933: Erlau (Sa)
- seit 1933: Erlau (Sachs)

Das ehemalige, zuvor leerstehende, Empfangsgebäude in Erlau wurde bis Juli 2017 mit Fördermitteln zum Generationenbahnhof umgebaut. Es bietet Raum für einen Bürgertreffpunkt, eine Arztpraxis sowie eine Tagespflegeeinrichtung.
Mittweida ⊙

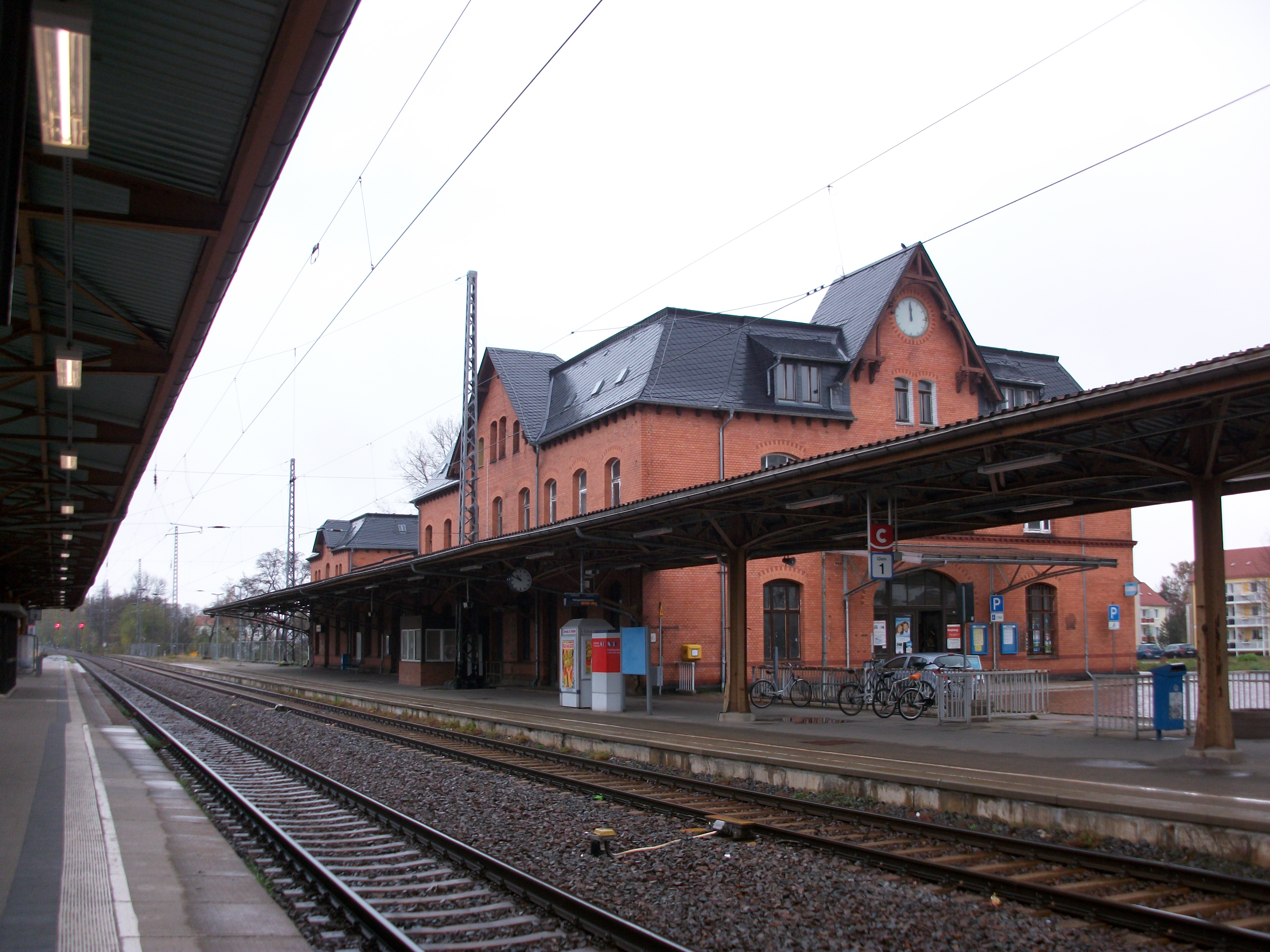
Bahnhof Mittweida (2016)

Der Bahnhof Mittweida wurde am 1. September 1852 eröffnet. Zwischen 1906 und 1997 zweigte vom Bahnhof die hauptsächlich als Industriebahn genutzte Bahnstrecke Mittweida–Dreiwerden/Ringethal ab.
Seit dem 10. Juni 2007 wird der Bahnbetrieb vom Stellwerk B2 gesteuert, einem Gleisbildstellwerk der Bauart GS II DR, seit dem 18. Oktober 2010 wird auch der Bahnhof Waldheim von hier ferngesteuert.
Der Bahnhof besitzt drei Bahnsteiggleise, wovon Gleis 1 ein Stumpfgleis ist, und ein Gütergleis.
Seit 2016 ist der Bahnhof Mittweida auch Endpunkt der Chemnitz-Bahn-Linie C14 der City-Bahn Chemnitz.
Altmittweida ⊙

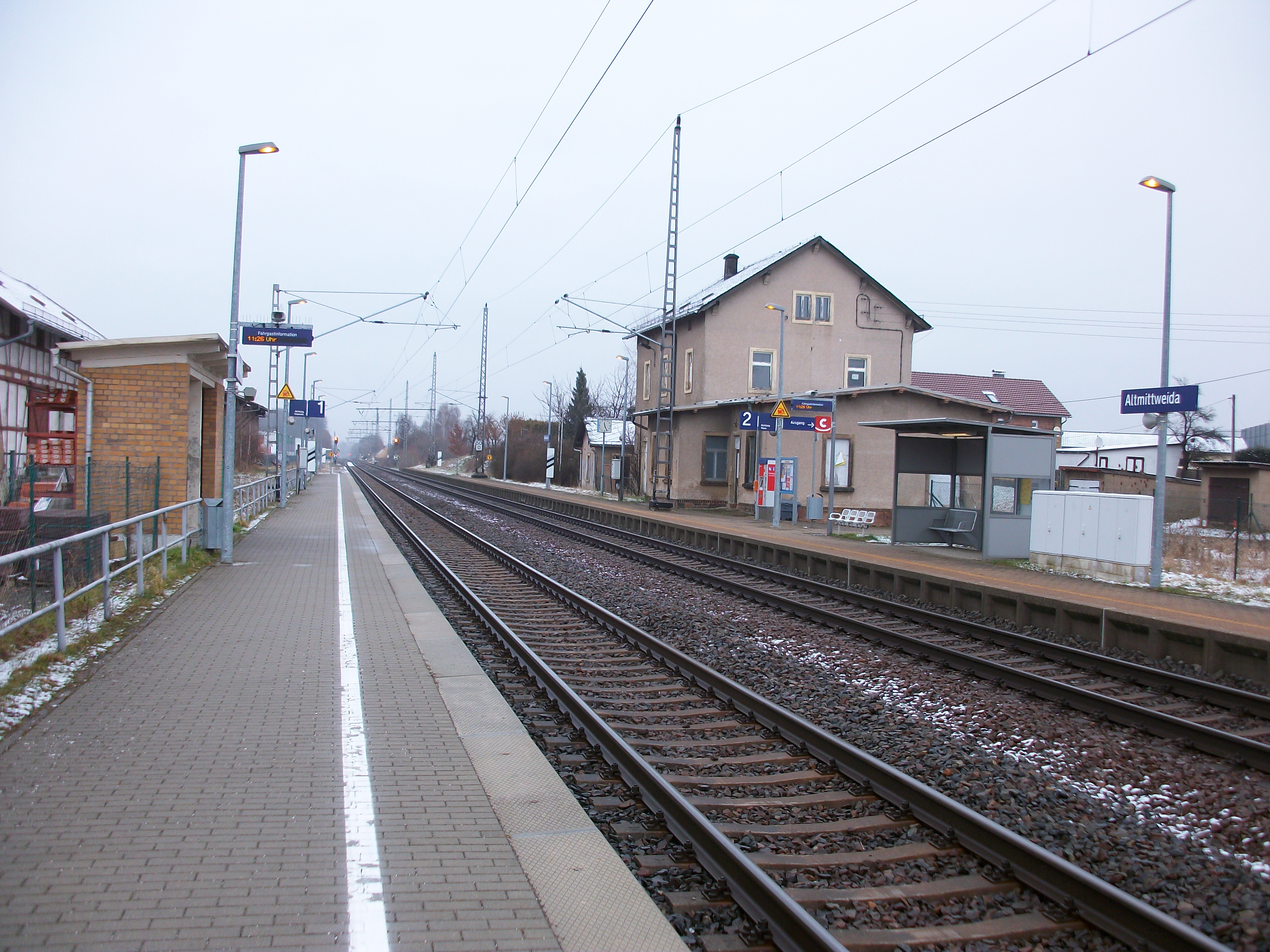
Haltepunkt Altmittweida (2016)

Der Haltepunkt Altmittweida wurde am 1. September 1852 eröffnet. Er befindet sich im Zentrum des Orts. Mit der Einführung des Chemnitzer Modells halten an dem Haltepunkt nur noch die Züge der City-Bahn Chemnitz. Das Empfangsgebäude ist nicht mehr in Betrieb.
Ottendorf (b Mittweida) ⊙
Der Bahnhof Ottendorf (b Mittweida) wurde am 15. Mai 1880 eröffnet. Er befindet sich nördlich des Orts einige Meter hinter dem Ottendorfer Viadukt. Er trug folgende Namen:
- bis 1911:  Ottendorf bei Mittweida
- bis 1933:  Ottendorf b Mittweida
- seit 1933: Ottendorf (b Mittweida)/ Ottendorf (Mittweida)

Mit der Einführung des Chemnitzer Modells halten an dem Haltepunkt nur noch die Züge der City-Bahn Chemnitz. Die beiden Bahnsteige verfügen über je ein Wartehaus.
Oberlichtenau ⊙

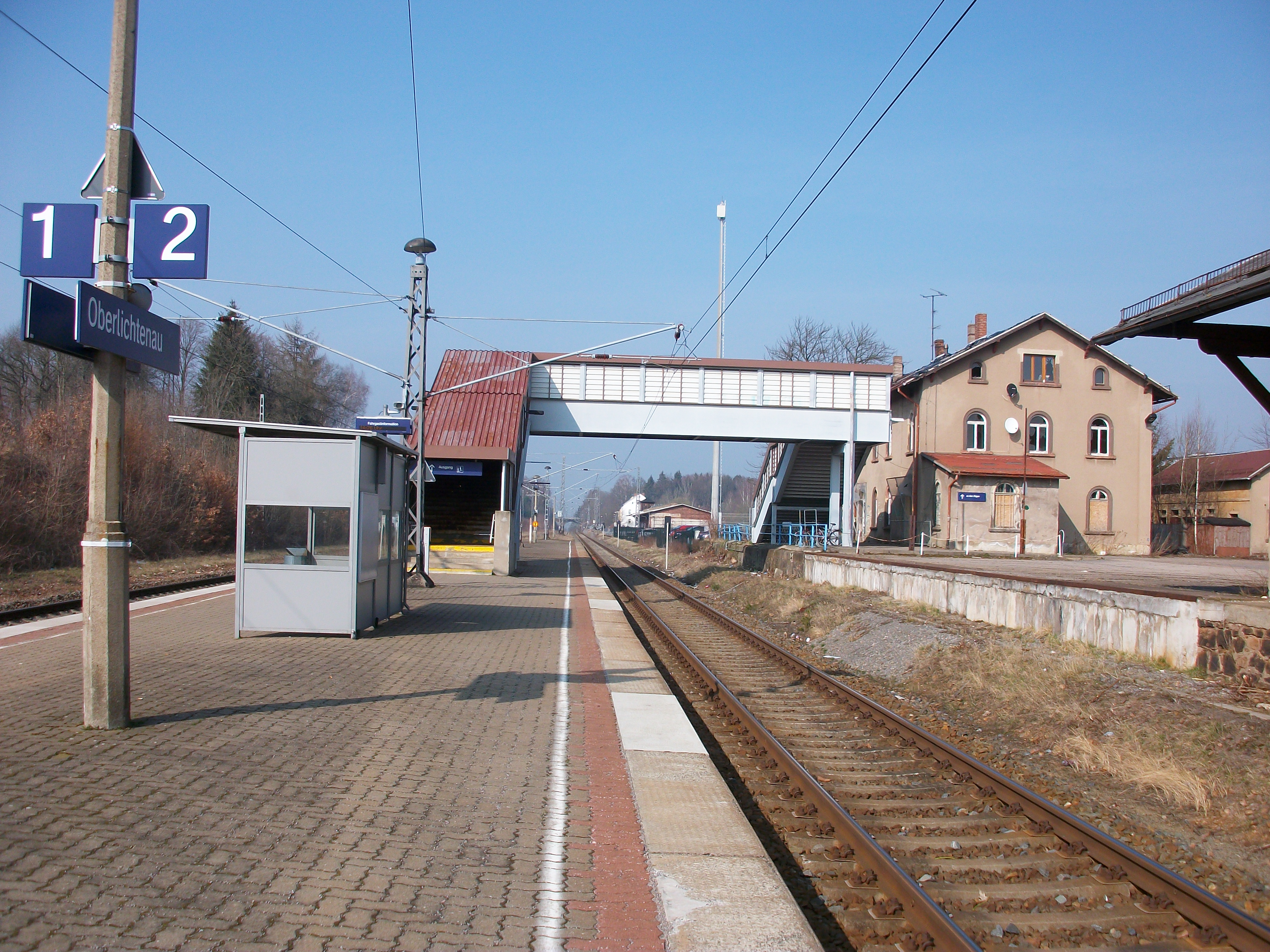
Bahnhof Oberlichtenau (2016)

Der Bahnhof Oberlichtenau wurde am 1. September 1852 eröffnet. Er befindet sich an der Ortsgrenze zwischen Auerswalde und Oberlichtenau nordwestlich der A4. Mit der Einführung des Chemnitzer Modells halten an dem nunmehrigen Haltepunkt Oberlichtenau nur noch die Züge der City-Bahn Chemnitz. Das Empfangsgebäude ist nicht mehr in Betrieb. Die Bahnsteige sind über eine Überführung erreichbar.
Die Gemeinde Lichtenau kaufte Ende 2016 das leerstehende Empfangsgebäude und plant dessen Abriss. Bis 2021 sollen neue, 55 Zentimeter hohe Bahnsteige mit barrierefreiem Zugang gebaut werden.
Chemnitz Kinderwaldstätte ⊙
Der Haltepunkt Chemnitz Kinderwaldstätte wurde am 1. Oktober 1911 mit dem Namen „Kinderwaldstätte Chemnitz“ eröffnet. Im Jahr 1934 änderte die Deutsche Reichsbahn den Namen in Chemnitz Kinderwaldstätte.
Chemnitz Hbf ⊙
Der heutige Chemnitzer Hauptbahnhof entstand 1852 als Endpunkt der Strecke Riesa–Chemnitz. Mit dem Bau der Strecken Chemnitz–Zwickau (1858), Chemnitz–Annaberg (1866), Neukieritzsch–Chemnitz (1872) und Chemnitz–Adorf (1875) wurde er zu einem der wichtigsten sächsischen Eisenbahnknoten. Im östlichen Gleisvorfeld besteht streckenrechts eine Gleisverbindung ins Netz der Straßenbahn Chemnitz, das im Zuge der sukzessiven Umsetzung des Chemnitzer Modells errichtet wurde und den Übergang der von Mittweida kommenden Züge der Linie C14 ins Straßenbahnnetz ermöglicht. Diese Züge dienen im Hauptbahnhof die Bahnsteige 3 und 4 an.

## Fahrzeugeinsatz

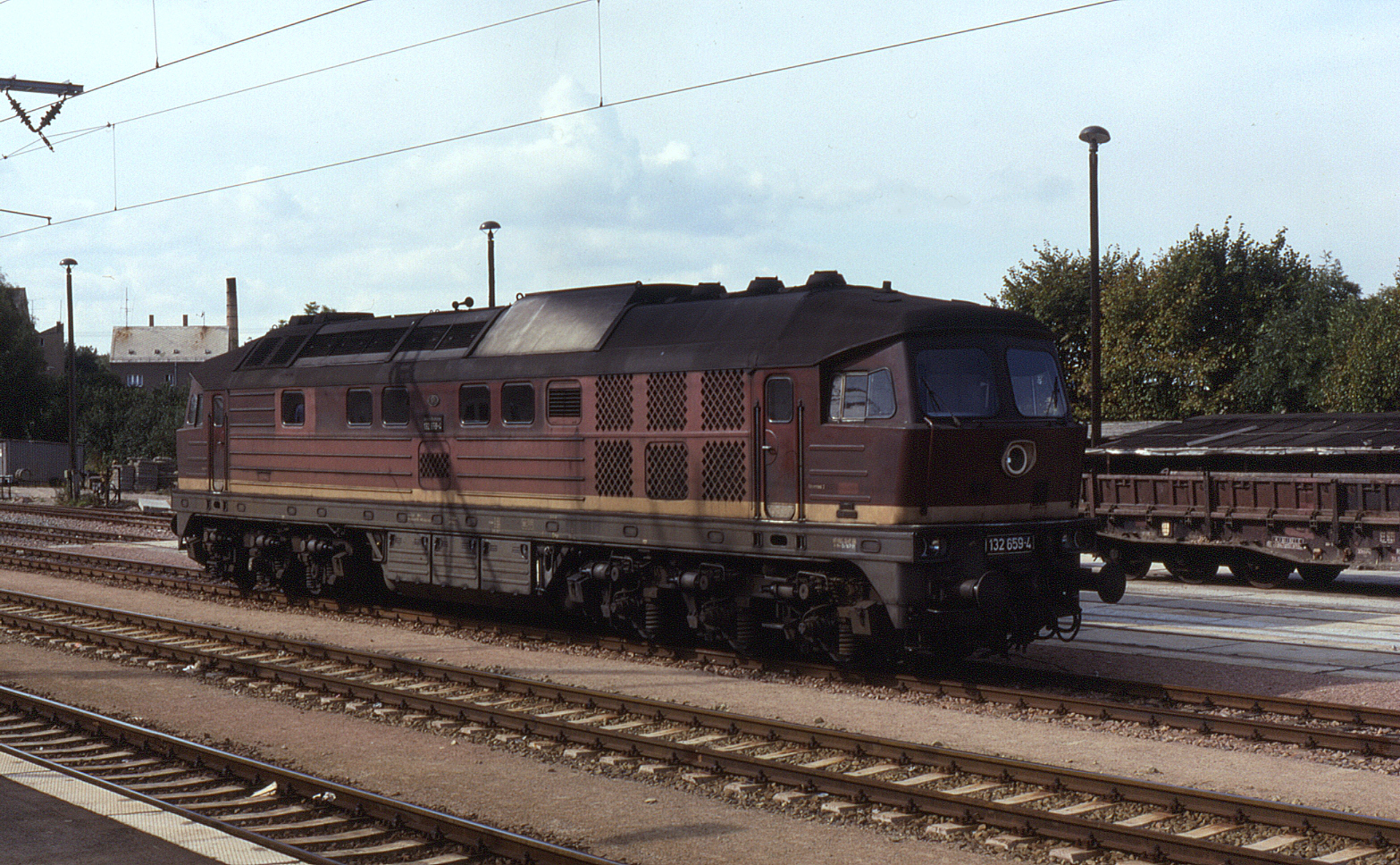
DR-Baureihe 132 (1991)

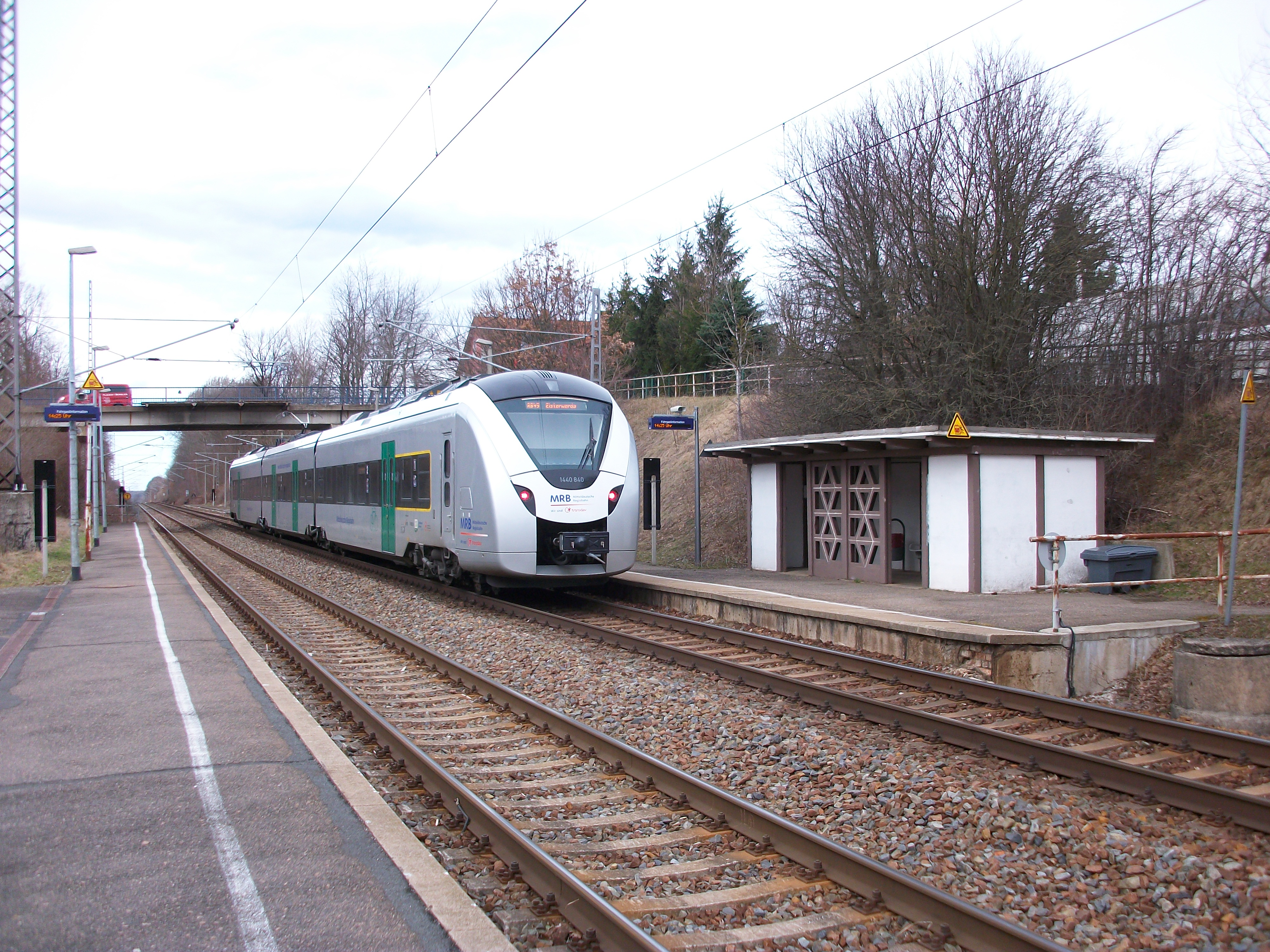
Alstom Coradia Continental der MRB (2019)

Die ersten sechs Lokomotiven für die Chemnitz-Riesaer Eisenbahn wurden von Stephenson aus England 1846 geliefert. Richard Hartmann aus Chemnitz lieferte 1852 ebenfalls drei Lokomotiven. 
Später kamen auch die Gattungen IIIb und VIb V zum Einsatz, die noch vor 1900 von den Gattungen VIII V 1 und VIII V 2 abgelöst wurden. Diese wiederum wurden nach 1910 von der Gattung XII H2 verdrängt.
Der Traktionswandel wurde in den 1960er Jahren durchgeführt. Der Reiseverkehr wurde fortan mit den Baureihen V 100 und V 180 abgewickelt, im Güterverkehr dominierte die Baureihe V 200. Ab den 1970er Jahren kam zudem die Baureihe 130/131/132 sowohl im Güter- als auch im Personenverkehr zum Einsatz.
Bis zum 27. Mai 2006 verkehrte auf dieser Strecke auch der InterRegio Chemnitz–Berlin–Binz, bespannt mit Lokomotiven der Baureihen 101, 112, 120 und 143.
Bis zum kleinen Fahrplanwechsel am 11./12. Juni 2016 wurden die Regionalbahnen durch Loks der Baureihe 143 sowie zwei Doppelstockwagen gebildet. Bis 2014 verkehrten die Regionalbahnen mit moderneren Doppelstockwagen. Danach bestanden fast alle Garnituren wieder aus einem Doppelstocksitzwagen der Bauart DBuza von 1996 und einem DABbuzfa 760er-Steuerwagen von 1992.
Seit 2016 kommen im Reiseverkehr elektrische Triebzüge des Typs Alstom Coradia Continental in drei- und fünfteiliger Ausführung zum Einsatz. Die Vogtlandbahn setzte Dieseltriebwagen vom Typ Siemens Desiro ein. Im Güterverkehr kommen vor allem die Baureihen 143, 145, 152, 155 und 185 zum Einsatz.